# Hypotrachyna neosingularis
Hypotrachyna neosingularis är en lavart som beskrevs av Divakar, Upreti & Elix. Hypotrachyna neosingularis ingår i släktet Hypotrachyna och familjen Parmeliaceae.   Inga underarter finns listade i Catalogue of Life.